# Jablanica (gmina Gornji Milanovac)
Jablanica (cyr. Јабланица) – wieś w Serbii, w okręgu morawickim, w gminie Gornji Milanovac. W 2011 roku liczyła 290 mieszkańców.